# Ланфредини, Джакомо
Джакомо Ланфредини (итал. Giacomo Lanfredini; 26 октября 1680, Флоренция, Великое герцогство Тосканское — 16 мая 1741, Рим, Папская область) — итальянский куриальный кардинал. Секретарь Священной конгрегации Тридентского собора с 17 мая 1731 по 24 марта 1734. Епископ Озимо и Чинголи с 27 марта 1734 по 15 сентября 1740. Префект Священной Конгрегации церковного иммунитета с 15 мая 1739 по 16 мая 1741. Кардинал-дьякон с 24 марта 1734, с титулярной диаконией Санта-Мария-ин-Портико-Кампителли с 12 апреля 1734 по 16 мая 1741 г.